# Тете (город)
Те́те (порт. Tete) — город в Мозамбике, в нижнем течении реки Замбези, на плато высотой до 500 метров, лежащем на правом берегу реки. Численность населения города составляет 152 909 человек (на 2007 год). Климат в городе жаркий, с повышенной влажностью воздуха.

## История
Тете был основан арабскими купцами, поддерживавшими торговые отношения с центрально-африканской империей Мономотапа. В 1531 году город перешёл в руки португальцев, разместивших здесь военный гарнизон. Владение Тете позволило Португалии контролировать всё пространство вдоль течения Замбези от Тете и до её впадения в Индийский океан (более 420 километров по прямой).
В XVIII столетии Тете становится крупным городом, местопребыванием колониальной администрации и церковных властей. В городе постоянно находилось до 100 солдат португальской армии. Здесь строятся каменные Кафедральный собор, больница, дворец губернатора. Город был окружён трёхметровой каменной крепостной стеной. В то время Тете являлся важным торговым центром, где осуществлялась скупка золота, слоновой кости и, с 1650 года, рабов. Близ Тете находилась иезуитская миссионерская станция.
После обретения Мозамбиком независимости в 1975 году и последовавшими затем десятилетиями гражданской войны город Тете пришёл в полный упадок.

## Демография
| 1980   | 1986   | 1997    | 2007    | 2010    |
| ------ | ------ | ------- | ------- | ------- |
| 40 000 | 56 178 | 104 832 | 152 909 | 169 967 |

## Транспорт
Через Тете проходят построенные во времена португальского колониального правления стратегические шоссе, связывающие Малави и Зимбабве с побережьем Индийского океана. В городе расположен аэропорт Чингози.

## Известные уроженцы
- Изаура Гонсалу Ньюси (род.1962) — мозамбикский политик, супруга президента Филипе Ньюси, первая леди Мозамбика с 15 января 2015 года.